# エテネシュ・ディロ
エテネシュ・ディロ・ネダ（Etenesh Diro Neda、1991年5月10日 - ）は、エチオピアの陸上競技選手。オロミア州ジェルドゥ出身。
2011年、19歳で出場したアディスアベバ選手権にて3000mと5000mの2冠を達成し、期待の新星として注目される。ロンドンオリンピックでは女子3000メートル障害（3000mSC）に出場、予選を9分25秒31の3位で通過し、決勝を当時の自己新記録である9分19秒89をマークし、6位で締めくくった。
2013年世界陸上競技選手権大会にも女子3000mSCで出場、9分16秒97のシーズンベストで5位に入賞した。